# Caligo teucer
Espèce
 Caligo teucer  est une espèce de lépidoptères (papillons) de la famille des Nymphalidae et de la sous-famille des Morphinae et du genre Caligo.

## Dénomination
Caligo teucer  a été décrit par le naturaliste Carl von Linné en 1758 sous le nom initial de Papilio teucer.

### Synonymie
- Caligo musae (Fabricius, 1938)
- Caligo teucra (Hübner, 1819)
- Papilio teucer (Linné, 1758) - protonyme

## Taxinomie
Il existe plusieurs sous-espèces :
- Caligo teucer teucer (Linné, 1758) Localité type "Amérique".
- Caligo teucer ecuadora (Joicey & Kaye, 1917) Localité type Équateur.
- Caligo teucer insulanus (Stichel, 1903) Localité type Trinité-et-Tobago.
- Caligo teucer japetus (Stichel, 1903) Localité type Paraguay.
- Caligo teucer nubilus (Fruhstorfer, 1907) Localité type Guyana.
- Caligo teucer obidonus (Fruhstorfer, 1904) Localité type État de Pará au Brésil[2].

Il existe des synonymes pour cette sous-espèce :
Caligo teucer phoroneus (Fruhstorfer, 1907) 
Caligo teucer joasa (Joicey & Kaye, 1917)
- Caligo teucer phorkys (Fruhstorfer, 1912) Localité type la Bolivie.
- Caligo teucer semicaerulea (Joicey & Kaye, 1917) Localité type le Pérou.

### Noms vernaculaires
Caligo teucer se nomme Teucer Owl butterfly en anglais.

## Description
Caligo teucer est un grand papillon, d'une envergure d'environ 82 mm à 130 mm au bord externe des ailes festonné avec le dessus des ailes de couleur marron nacré et beige nacré pour les aires basales et discales des ailes antérieures.
Le revers est ocre doré marbré de gris argent avec un très gros ocelles noir cerclé de jaune sur chaque aile postérieure mimant les yeux d'un hibou ou d'une grenouille arboricole.

## Biologie

### plantes hôtes
Les plantes hôtes de sa chenille sont Heliconia sp et Musa sp les bananiers (Musaceae).

## Écologie et distribution
Caligo eurilochus est présent en Amérique du Sud, dans l'Ecozone néotropicale, à Trinité-et-Tobago, au Brésil, au Paraguay, au Pérou, en Bolivie, en Équateur et en Guyana.

### Biotope
Il réside dans la forêt humide.

### Protection
Pas de statut de protection particulier